# Mazères-sur-Salat
Mazères-sur-Salat település Franciaországban, Haute-Garonne megyében. Lakosainak száma 631 fő (2022. január 1.). Mazères-sur-Salat Cassagne, Montsaunès, Roquefort-sur-Garonne, Saint-Martory és Salies-du-Salat községekkel határos.

## Népesség
A település népességének változása:
| Lakosok száma | 770  | 642  | 590  | 595  | 567  | 582  | 621  | 628  | 637  | 631  |
|               | 1968 | 1982 | 1990 | 2006 | 2013 | 2015 | 2017 | 2019 | 2020 | 2022 |